# وریزیا زرد
وریزیا زرد (نام علمی: Vriesea flava) نام یک گونه از تیره آناناسیان است.